# 国林
国林（1935年1月—），男，汉族，山东潍县人，中国铁路工程师，全国五一劳动奖章获得者，曾任中国老科技工作者协会副会长，中国科学技术协会常务委员、荣誉委员，铁道部副部长，中共十三大代表，第八届全国人大代表。

## 生平
国林先后在东北林学院、哈尔滨建筑工程学院、北京铁道学院学习。
1986年任北京铁路局局长，1993年任铁道部副部长。1996年任中国铁道学会理事长。2001年6月，中国科学技术协会第六次全国代表大会召开，并选举其出任第六届全国委员会常务委员。